# Soyuz 24
Soyuz 24 foi uma missão tripulada soviética do programa Soyuz, lançada em 7 de fevereiro de 1977 para a estação espacial orbital Salyut 5.

## Tripulação
| Posição           | Cosmonauta      |
| ----------------- | --------------- |
| Comandante        | Viktor Gorbatko |
| Engenheiro de voo | Yuri Glazkov    |

## Parâmetros da Missão
- Massa: 6 800 kg
- Perigeu: 184.7 km
- Apogeu: 346.2 km
- Inclinação: 51.65°
- Período: 89.52 minutos

## Pontos altos da missão
O principal objetivo era investigar a atmosfera na estação para ver se ela estava de fato tóxica e teve efeito no grupo da Soyuz 21 contribuindo para os problemas que eles tiveram no fim do voo. A bordo estavam Viktor Gorbatko e Yuri Glazkov. O sinal da chamada da missão era Terek (tirado do Rio Terek no Cáucaso).
O grupo da Soyuz 21 passou por problemas psicológicos e físicos durante sua estada na estação. Apesar de ter se pensado que isto era devido a eles terem se tornado emocionais, não seguindo o seu treino físico, e desenvolvendo um desejo enorme de voltar à Terra, havia especulações de que talvez uma certa quantidade de combustível tivesse entrado nas áreas de sobrevivência.
Os cosmonautas da Soyuz 24 entraram na estação usando máscaras de respiração, aparentemente por causa dos problemas encontrados na Soyuz 21, porém o ar se mostrou seguro para respiração. O propósito principal da missão tinha sido para retomar o que não havia sido feito devido à saída precoce do grupo da Soyuz 21. Eles carregaram a cápsula de retorno à Terra da Salyut 5 com amostras e filmes. Ela se soltou um dia após a partida do grupo da estação, em 26 de Fevereiro, e foi recuperada. O grupo da Soyuz 24 conduziu observações da Terra e experimentos na ciência dos materiais.
Isto levou os soviéticos a desenvolver um equipamento que pudesse ser usado para mudar totalmente o ar da estação ventilando a atmosfera através da saída de ar. O equipamento envolvia ar comprimido, criando uma corrente de ar que retirava o ar contaminado através da saída de ar.
Quando o grupo chegou eles perceberam que a atmosfera da estação estava completamente limpa e livre de quaisquer toxinas. Foi decidido para realizar o experimento de qualquer modo para provar que isto era possível no caso de uma futura necessidade em alguma estação espacial. O ar era liberado pela frente da estação enquanto era simultaneamente reabastecido de tanques de armazenamento no módulo orbital da Soyuz 24. devido a isso o EVA foi cancelado.
A missão foi curta pelos padrões das estações espaciais durando apenas 18 dias. Os soviéticos disseram no entanto que ele foi uma missão ocupada e bem sucedida, realizando quase tanto quanto a missão Soyuz 21 anterior de 50 dias.
A aterrissagem ocorreu em 25 de fevereiro quando a cápsula tocou o chão 36 km ao nordeste de Arkalyk, no Cazaquistão.